# 39-та бригада тактичної авіації (Україна)
39-та бригада тактичної авіації (39 БрТА, в/ч А1435) — військове формування Повітряних Сил Збройних Сил України. Бригада має на озброєнні винищувачі Су-27.
Розміщується на авіабазі «Озерне», неподалік селища Озерне Житомирської області.

## Історія
В лютому 1992 року, після розпаду СРСР, 894-й винищувальний авіаційний полк ВПС СРСР в складі 28-го корпусу ППО ввійшов до складу 8-ї окремої армії ППО Збройних сил України.
13 грудня 1995 року на базі 894 винищувального авіаційного полку та частин забезпечення сформована 208 авіаційна база.
1 грудня 1997 року 208 авіаційна база розформована і полк отримав нове дійсне найменування – 9 винищувальний авіаційний полк.
В травні 1999 року полк теоретично перенавчений на літаки МіГ-29, проте нових машин частина не отримала, тому в серпні 2001 спочатку льотний, а потім і інженерно-технічний особовий склад полку перенавчається на винищувач Су-27 та приступає до його експлуатації. Літаки Су-27 були передані з 204-ї Севастопольської бригади, що дислокувалася в Бельбеку.
Частина носила назву 9-й винищувальний авіаційний полк (в/ч А3123).
27 липня 2002 року сталася авіакатастрофа, більш відома як Скнилівська трагедія. За три дні до неї, 24 липня 2002 р. в Озерному відбувся тренувальний політ на літаку СУ-27УБ бортовий номер 69. 27 липня 2002 р. літак СУ-27УБ № 69 з технічних причин було замінено на резервний — СУ-27УБ № 42. О 12.14. літак злетів з аеродрому «Озерне» в напрямку Львова. О 12 год. 45 хв. 18 сек. під час виконання демонстраційного польоту на аеродромі спільного базування «Львів», літак упав. Загинуло 77 осіб, глядачів авіашоу. Проти командира авіаполку Олега Дзюбецького було порушено карну справу, але він був виправданий за відсутністю складу злочину.
В грудні 2004 полк практично перевчився на МіГ-29, який став основним для полку.

### 9-та бригада тактичної авіації
1 лютого 2008 року 9 авіаційна бригада винищувальна перейменована у 9 бригаду тактичної авіації.

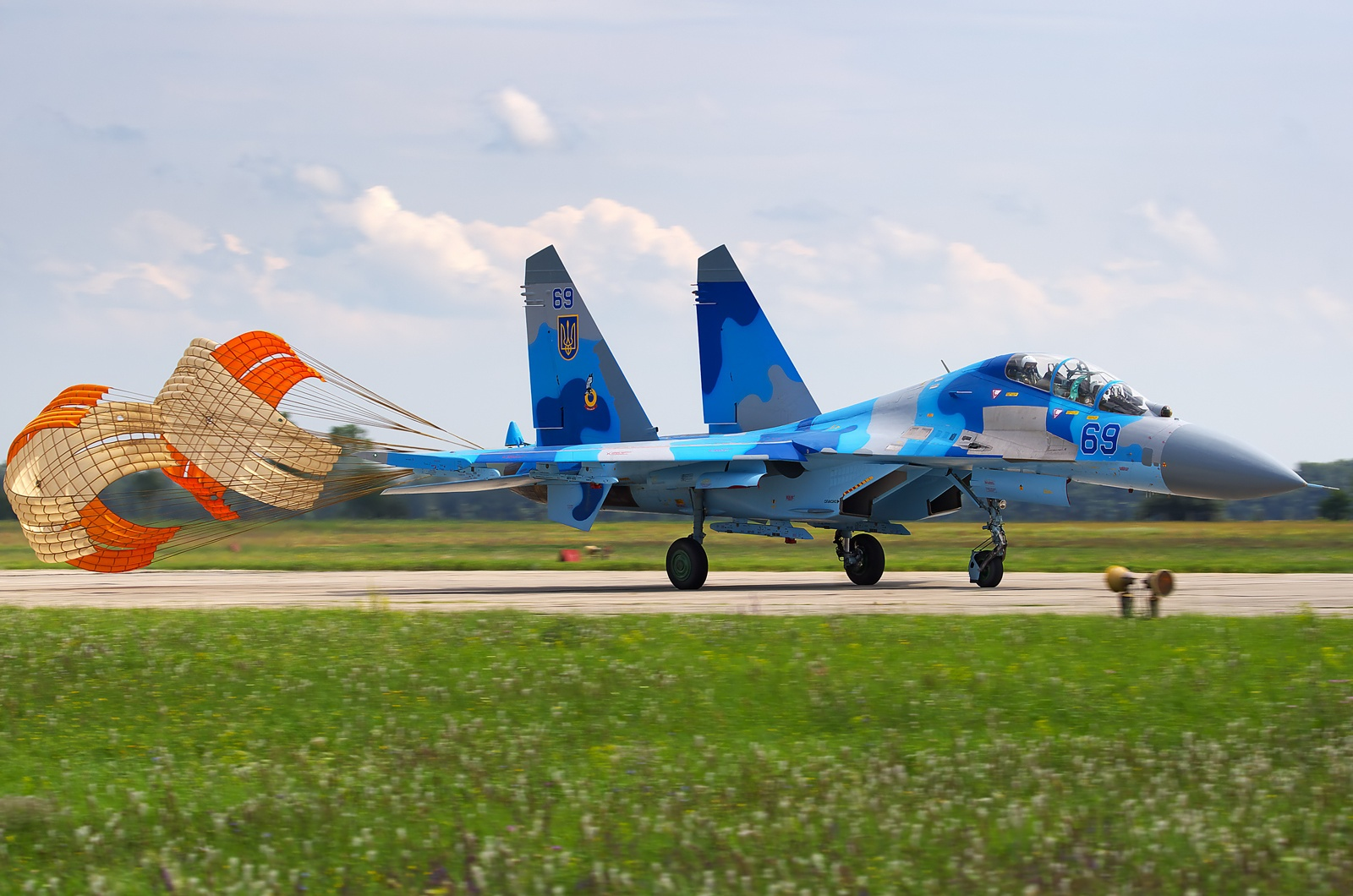
«Спарка» Су-27УБ № 69 39-ї окремої ескадрильї

У грудні 2008 року бригада знову перенавчається на Су-27 та експлуатує їх на даний момент.
В цей період на посаді заступника командира бригади з льотної підготовки проходив службу військовий льотчик 1-го класу Мамчур Юлій Валерійович.
Протягом 22-23 січня 2010 року екіпажі Су-27 та Су-27УБ 9-ї бригади тактичної авіації виконали польоти вдень і вночі у складних метеорологічних умовах. Головним завданням польотів було подальше практичне перенавчання пілотів бригади.

### 39-та окрема ескадрилья тактичної авіації

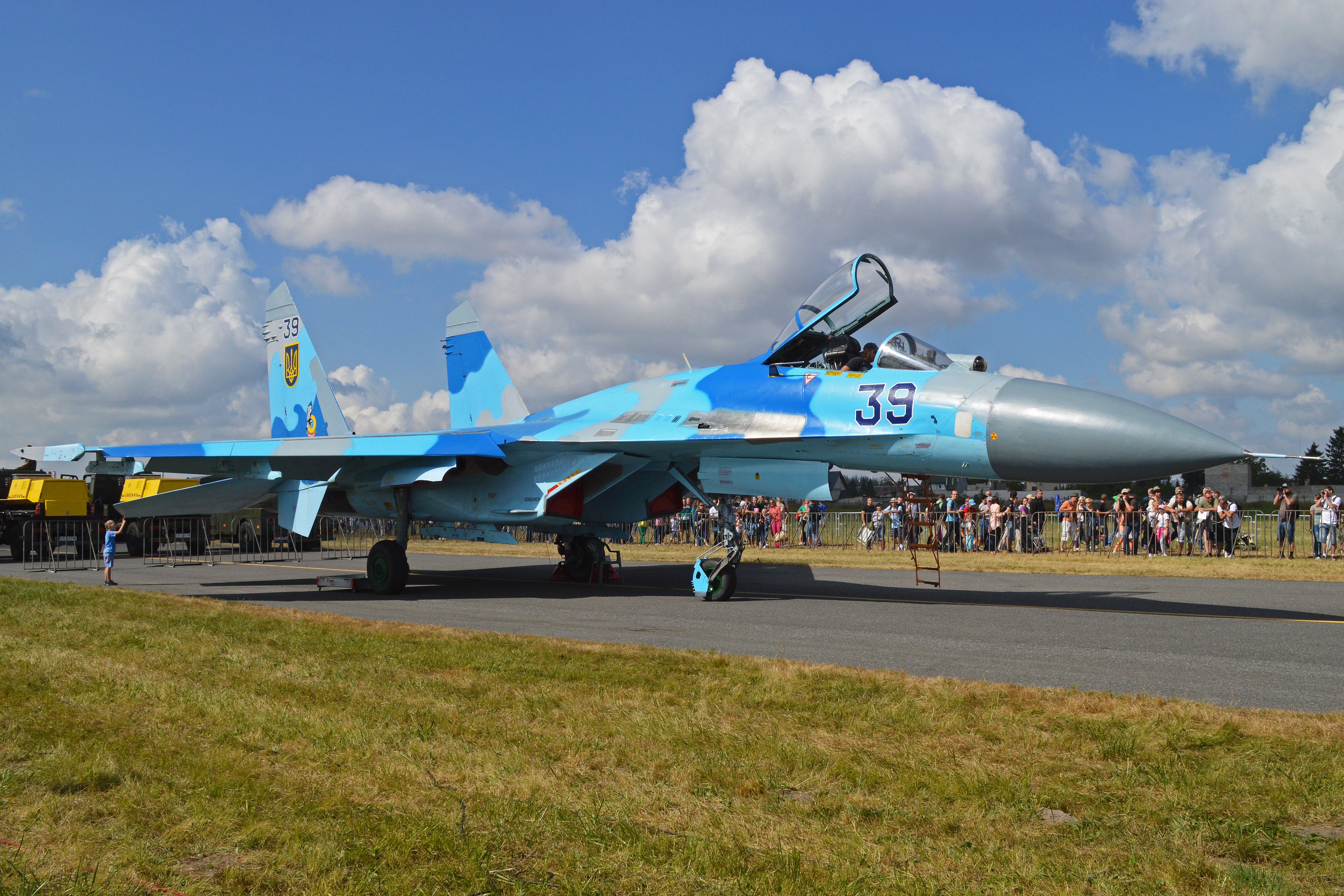
Су-27 на авіашоу Radom Air Show, 2013

У 2011-му році бригаду було реорганізовано в окрему ескадрилью. Станом на 2013 рік ескадрилья входила до складу 40-ї бригади тактичної авіації.
В лютому 2013 року 39-та окрема ескадрилья взяла участь в навчаннях військової авіації на аеродромі «Бельбек» в Криму, де була представлена парою винищувачів Су-27. За замислом навчань літаки виконали відбиття повітряного нападу умовного противника, роль якого виконували два літаки МіГ-29 Севастопольської бригади тактичної авіації.
В квітні 2013 року були проведені чергові польоти, під керівництвом заступника командира повітряного об'єднання з авіації — начальника авіації полковника Андрія Ярецького. За 2 льотні зміни на літаках Су-27 та Л-39 пілоти виконали 45 вильотів, провівши в небі близько 40 годин.

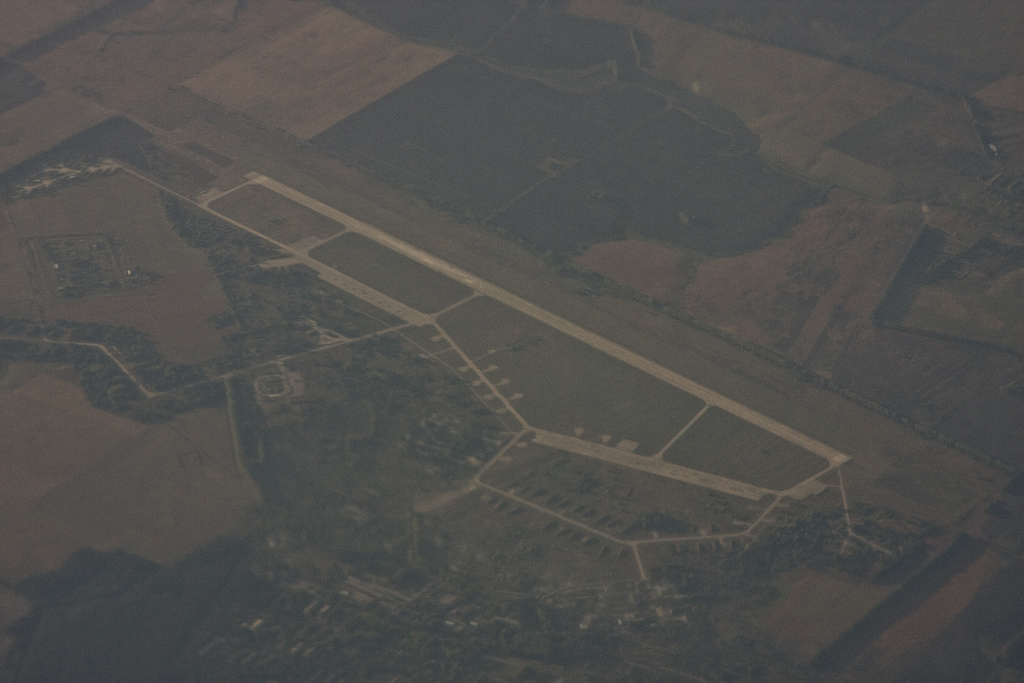
Місце базування ескадрильї — аеродром «Озерне»

За мету заходу ставилась підготовка льотного складу до виконання завдань бойового чергування з протиповітряної оборони, виконання чергових перевірок за видами льотної підготовки та підтримання рівня натренованості в складних та простих метеоумовах вдень та вночі. Під час планових польотів військовим авіаторам з Житомирщини також випала нагода практично підготуватися до дослідницького двостороннього командно-штабного навчання.

В серпні авіаційна техніка окремої ескадрильї брала участь у проведенні міжнародного авіаційного показу «International air show-2013» у м.Радом Республіка Польща.
До подій на сході України існувала можливість розформування ескадрильї, а на її місце планувалася передислокація бригади тактичної авіації з Василькова.
В лютому 2014 року пройшла чергова льотна зміна. Льотчиками було виконано 19 польотів із нальотом близько 14 годин. Крім особового складу частини в польотах взяли участь заступник командувача Повітряних Сил Збройних Сил України з авіації, начальник відділу безпеки польотів та командир 40 бригади тактичної авіації ПС.
5 січня 2015 року на аеродромі Озерне Президент Порошенко передав Повітряним силам 2 відремонтованих на ЛДАРЗ літаки, МіГ-29 (б/н 57) та МіГ-29УБ (б/н 86) для 114 бригади тактичної авіації.
З нагоди Дня захисника України в 2017 році, на аеродромі Озерне, знову відбулась передача техніки Президентом. Був переданий винищувач-перехоплювач Су-27П1М до 831 бригади тактичної авіації (б/н 56 синій).
15 грудня 2018 року, близько 15 години поблизу смт Озерне сталась авіаційна катастрофа винищувача Су-27 (б/н 55) зі складу бригади. Літак розбився при заході на посадку. Загинув пілот — майор Фоменко Олександр Васильович, начальник повітряно-вогневої і тактичної підготовки бригади.

### Бригада тактичної авіації
У рамках виконання Плану розвитку ЗСУ 1 січня 2018 року авіаційна ескадрилья була переформована знову в бригаду тактичної авіації. Відповідно до організаційно штатної структури бригади, у ній почали формуватися підрозділи забезпечення та охорони. Готується й матеріально-технічна база. Казарми й усі інші приміщення після скорочення бригади у минулі роки були законсервовані й охоронялись і вже готуються до експлуатації.
У зв'язку з 30 річницею від Дня створення Збройних Сил України 6 грудня, за інформацією пресслужби Генеральному штабу ЗСУ, у військовому містечку Озерне військовослужбовці отримали сертифікати на модернізований літак СУ-27 з підвищеними бойовими характеристиками (він був відремонтований по першому варіанту на Запорізькому авіаремонтному заводі, АН-26, який був відремонтований на Київському заводі цивільної авіації, L-39, що прибув з авіаремонтного заводу у Чугуєві та вертоліт Mi-8 MT з Конотопського авіаремонтного заводу.

## Оновлення льотного складу
5 січня 2015 року на аеродромі Озерне Президент Порошенко передав 39 БрТА два Су-27 відремонтованих на Запорізькому ДАРЗ (б/н 33 синій і б/н 37 синій).
Влітку 2016 року Су-27УБ (б/н 69), після проведеного на Запорізькому ДАРЗ ремонті, повернувся в склад 39-ї бригади.
У 2016 році до 39-ї бригади були передані відремонтовані та модернізовані Су-27 (б/н 36 та б/н 55).

## Традиції
Бригада має день військової частини — 3 червня.
24 серпня 2022 року бригада відзначена почесною відзнакою «За мужність та відвагу».

## Символіка

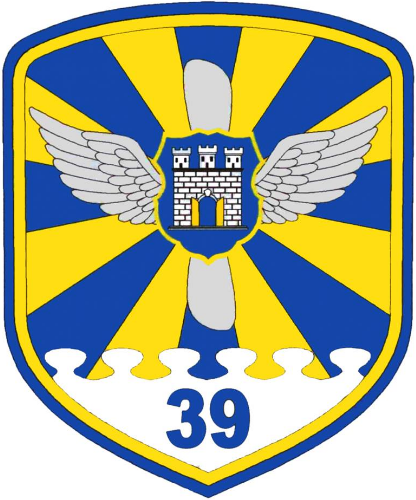
2011—2024

## Командування
- полковник Ткаченко Микола Іванович 1992 — 1994
- полковник Дейкун Олександр Миколайович 1994 — 1998
- полковник Кушнір Сергій Володимирович 1998 — 2002
- полковник Лозицький Валерій Борисович 2000 —2001 2003 —2006
- полковник Дзюбецький Олег Феофанович 2002
- полковник Білько Павло Анатолійович 2006 — 2010
- підполковник Захарчук Олексій Миколайович 2010 — по цей час[6]

## Втрати
- Фоменко Олександр Васильович, загинув 15 грудня 2018[18]
- Вагоровський Едуард Миколайович, підполковник, загинув 24 лютого 2022
- Коломієць Дмитро Валерійович Майор загинув 24 лютого 2022
- Бабич Павло Петрович, підполковник, загинув 21 серпня 2022.
- Шупік Олег, полковник, загинув 11 жовтня 2022.
- Циганов Андрій Юрійович, старший лейтенант, загинув 24 лютого 2022.